# منگاوی
منگاوی، روستایی از توابع بخش جوکار شهرستان ملایر در استان همدان ایران است.

## جمعیت
این روستا در دهستان ترک غربی قرار دارد و براساس سرشماری مرکز آمار ایران در سال ۱۳۹۵، جمعیت آن ۲۰۶۳ نفر (۶۱۹خانوار) بوده‌است.
مردم روستای منگاوی به زبان‌  ترکی‌ آذربایجانی  تکلم می کنند.